# Aalemannkanal

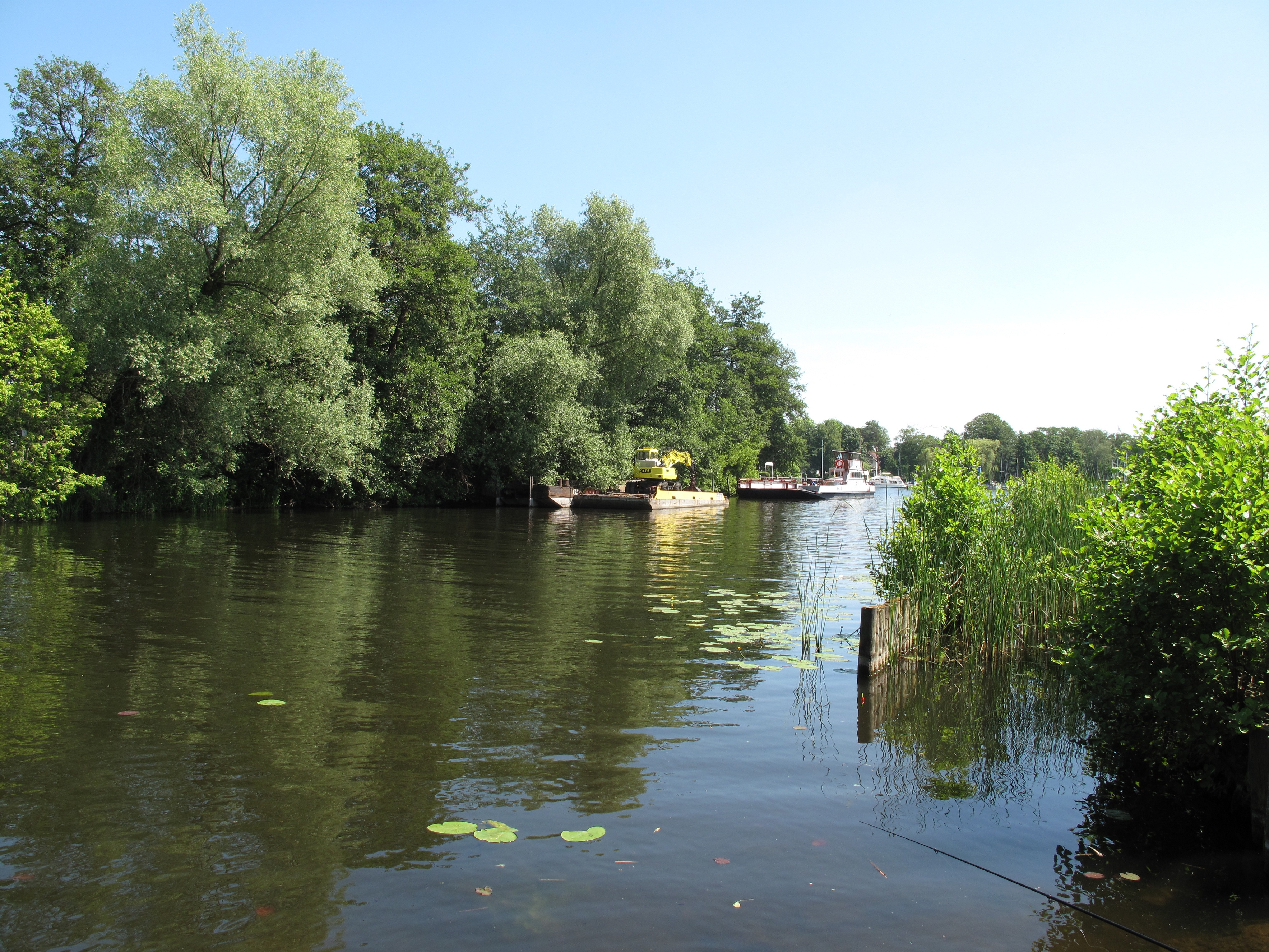
Der Aalemannkanal im Mündungsbereich zur Havel

Der Aalemannkanal (ⓘ) ist ein Stichkanal der Berliner Oberhavel. Er liegt im Ortsteil Hakenfelde des Bezirks Spandau. Die Landesschifffahrtsverordnung Berlin verzeichnet den Kanal als schiffbare Landeswasserstraße. Die Wasserfahrzeuge dürfen eine Länge von 67 Meter und eine Breite von 8,20 Meter nicht überschreiten.
Das rund 700 Meter lange Gewässer zieht sich vom Havelufer schnurgerade nach Westen bis zur Niederneuendorfer Allee am Spandauer Forst. Beide Uferseiten sind von einem schmalen Grünstreifen eingefasst und öffentlich zugänglich. Am Südufer schließen sich Kleingartenkolonien und eine kleine Grünanlage an. Parallel zum Nordufer verläuft die Straße Aalemannufer, die im westlichen Teil vom Wohnquartier Aalemannufer und im östlichen Teil von einer Siedlung des Sportvereins Spandau Aalemann e. V. begleitet wird. Am Ostende der Straße beziehungsweise des Kanals führt eine Autofähre zum gegenüberliegenden Havelufer in Tegelort.

## Geschichte und Etymologie
Der Stichkanal wurde zwischen 1919 und 1921 zwischen den Rustwiesen, einem ehemaligen Sumpfgebiet entlang der Havel, und dem Spandauer Forst südöstlich des ehemaligen Teufelssees und heutigen Naturschutzgebiets Teufelsbruch und Nebenmoore zur Industrieansiedlung ausgehoben. Zuvor war der sogenannte „Rust“ mit großen Sandmassen, die im Aushub des 1906 begonnenen Ausbaus des Hohenzollernkanals gewonnen wurden, aufgeschüttet und trockengelegt worden. Insbesondere ein Betonwerk und ein Sägewerk prägten die industrielle Zeit des Kanals. Die Werksanlagen sind im Jahr 2011 bis auf einige Uferbefestigungen und Anleger weitgehend rückgebaut.
Die Namengebung Aalemannkanal erfolgte 1922 durch das Bezirksamt Spandau nach einer Havelbucht, in der die Fischer früher dem Aalfang oblagen. Auf einem Stadtplan von 1897 trägt diese Bucht den Namen Aalemann und im gleichen Jahr gab sich ein neugegründeter Anglerverein den Namen Aalemann. Bereits 1590 ist ein Großgarnzug Alleman belegt. Die oft genannte Verbindung mit dem Aal gehört laut Brandenburgischem Namenbuch in den Bereich der Volksetymologie. Vielmehr gehöre der Name zu dem mittelniederdeutschen alleman = jeder und bedeute, dass jeder dort fischen durfte.

## Wohnquartier Aalemannufer
Zwischen 1994 und 1997 entstand auf einem Gelände nördlich des Kanals das Wohnquartier Aalemannufer mit 536 Wohnungen. Laut Benedikt Hotze, Architekturkritiker und Redaktionsleiter des BauNetzes, prägt das Quartier eine zeitgenössische Interpretation traditioneller Siedlungsarchitektur mit einer klaren Zonierung von öffentlichem Straßenraum und halböffentlichem Hof, die teilweise eine eindeutige Reminiszenz an die Villenbaukunst der 1920er Jahre formuliere und sich in weiten Teilen der Formensprache der Klassischen Moderne verpflichtet fühle.

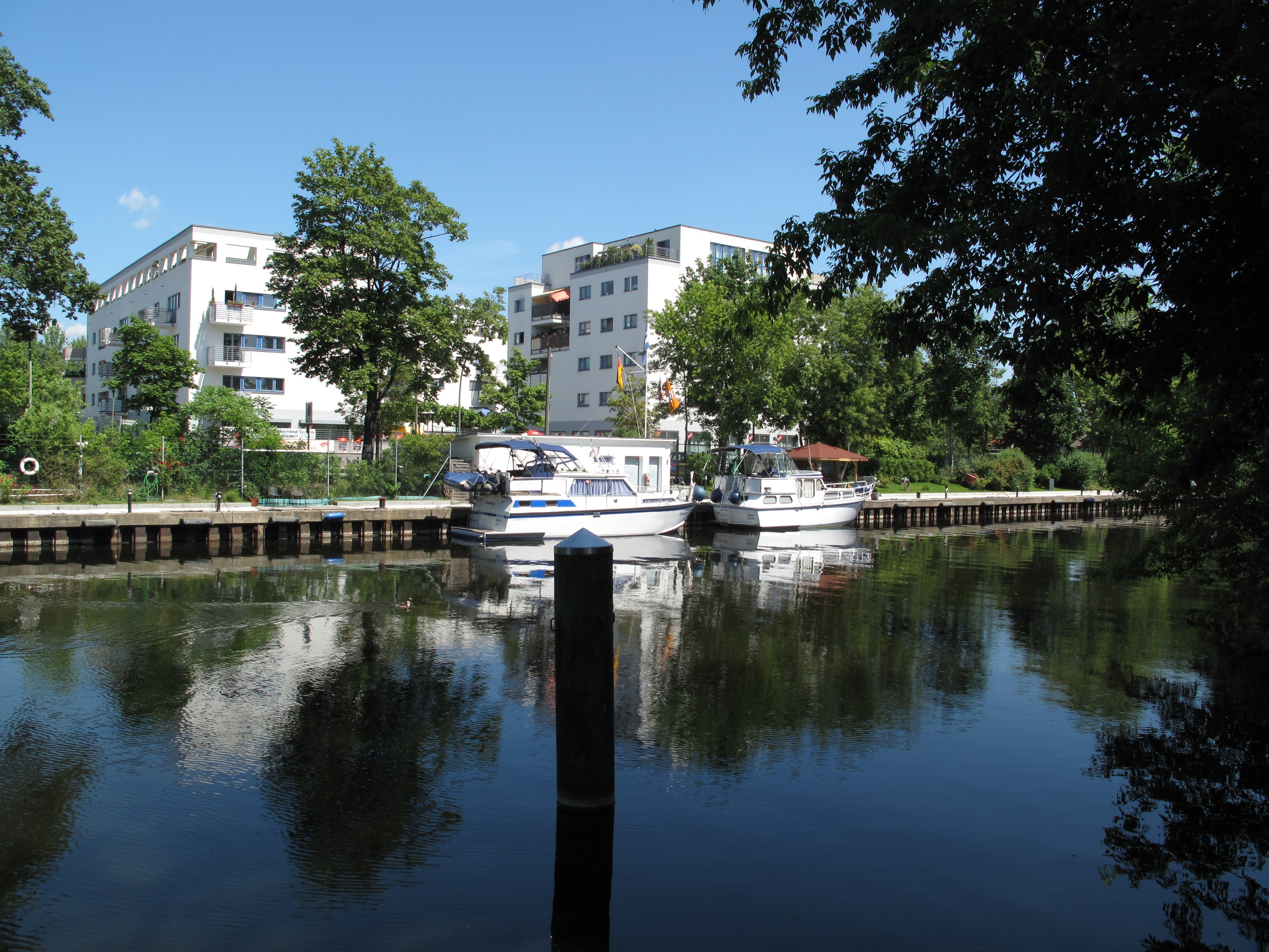
Blick über den Kanal auf die Wohnkuben im vorderen Siedlungsbereich

Hotze unterscheidet im Wohnquartier Aalemannufer drei Bautypen:
- Kubische Stadtvillen an der Kanalseite mit klarer kubischer Baukörpergliederung, horizontaler Bandgliederung und liegenden Fensterformaten, die vom zweiten bis vierten Geschoss abgetreppt sind, wodurch großzügige Südterrassen entstehen. Die viergeschossigen Bauten stammen von den Architekten Büttner, Neumann, Braun mit Martin und Pächter.
- Kompakt-kubische, fünfgeschossige Gebäuderiegel von David Chipperfield, in denen das dritte und vierte Geschoss durch eine Verkleidung mit grauen Faserzementplatten zu einem umlaufenden „Korsett“ zusammengefasst sind. In dem Fassadenmaterial sieht Hotze eine Bereicherung gegenüber dem ansonsten in der Siedlung vorherrschenden weißen Putz.
- Fünfgeschossige Wohnzeilen der Darmstädter Architekten Kramm und Strigl, die mit einer dem eigentlichen Gebäuderiegel vorgelagerten, offenen Balkonzone auffallen. Das Stahlgestell der Balkonzone lasse mit individuell verschieblichen Gittersystemen eine ganz eigene, stets veränderliche Ordnungslogik entstehen. Im Verbund mit klaren Wohnungsgrundrissen und gestalterisch gelungenen Accessoires wie Dachaufbauten und Verbindungsbrücken sei hier eine vorbildliche Architektur entstanden, die von einer weit vom Berliner Bild des „steinernen Hauses“ entfernten Architekturauffassung geprägt sei.[7]

Im Gegensatz zur südlich gelegenen Wasserstadt Spandau, die nach Ansicht von Stadtplanern zu hoch und zu dicht bebaut sei, wurde das Quartier Aalemannufer gezielt individueller und kleinmaßstäblicher konzipiert.
Die Straßennamen in dem Wohnviertel, Zum Teufelsbruch, Am Erlengrund und Zu den Fichtewiesen, nehmen Flurbezeichnungen der Umgebung auf, wobei die beiden letzteren an zwei nahegelegene Exklaven auf Brandenburger Gebiet erinnern, die von 1961 bis 1988 vom damaligen West-Berlin getrennt waren.

## Havelradweg und Aalemannkanalbrücke
Der Weg und die Straße um den Aalemannkanal waren bis 2010 Teil des Havelradwegs, der hier wiederum Teil des Radfernwegs Berlin–Kopenhagen, der Königin-Luisen-Route und des Havelseenwegs – Wanderweg 12 der 20 grünen Hauptwege Berlins – ist. Am 8. Juli 2010 wurde die Aalemannkanalbrücke eröffnet, die die Rad- und Fußwege an der Havelmündung über den Kanal führt und die Strecke um rund einen Kilometer verkürzt. Die Schrägseilbrücke hängt an einem 24 Meter hohen A-Pylon und hat mit allen Rampen eine Gesamtlänge von 157 Metern.